# ジョン・アイルワード
ジョン・アイルワード （John Aylward, 1946年11月7日 - 2022年5月16日）は、アメリカ合衆国の俳優。

## 人物
1970年、ワシントン大学卒業。
テレビドラマ『ER緊急救命室』のシーズン3から登場したドナルド・アンスポー診療部長役で知られる。
近年ではテレビシリーズへのゲスト出演が多く、主に地位の高い役などを演じている。

## 出演作品

### 映画
- 影のサークル - Strings (1985)
- 3人の逃亡者 - Three Fugitives (1988)
- ミュータント・ニンジャ・タートルズ3 - Teenage Mutant Ninja Turtles III (1993) - ナイルズ
- グレイスランド - Graceland (1998) - ヘインズ保安官
- 揺れる評決 - Swing Vote (1999)
- ハーモニーベイの夜明け - Instinct (1999) - ジャック・キーファー所長
- マイ・ラブリー・フィアンセ - Just Visiting (2001)
- 恋は邪魔者 - Down with Love (2003)
- スタンドアップ - North Country (2005) - ハルステッド裁判官
- 聖なる予言 - The Celestine Prophecy (2006) - ドブソン
- クレイジーズ - The Crazies (2010) - ホッブズ市長
- 恋人たちのパレード - Water for Elephants (2011) - アーウィン氏
- L.A. ギャング ストーリー - Gangster Squad (2013) - カーター判事
- 荒野はつらいよ 〜アリゾナより愛をこめて〜 - A Million Ways to Die in the West (2014) - ウィルソン牧師

### テレビドラマ
- ER緊急救命室 - ER (1994 - 2008) - ドナルド・アンスポー診療部長
- ザ・プラクティス ボストン弁護士ファイル - The Practice (1997) - ケンドール連邦判事
- スターゲイト SG-1 - Stargate SG-1 シーズン9 エピソード15 Ethon (1997) - ナダル大統領
- フロム・ジ・アース/人類、月に立つ - From the Earth to the Moon (1998)
- ザ・ホワイトハウス - The West Wing (1999) - バリー・グッドウィン元民主党議長
- 霊能者アザーズ - The Others (2000) - アルバート
- X-ファイル - The X-Files シーズン9 エピソード18 Sunshine Days (2002) - ドクター・ジョン
- エバーウッド遥かなるコロラド - Everwood (2002) - ウォルター・カニンガム
- コールドケース 迷宮事件簿 - Cold Case シーズン4 エピソード8 Fireflies (2003) - ノーマン・キャンベル
- NIP/TUCK マイアミ整形外科医 - Nip/Tuck シーズン2 エピソード8 Agatha Ripp (2004)
- ブラザーズ&シスターズ - Brothers & Sisters (2006)
- メンタリスト - The Mentalist エピソード10 Red Brick and Ivy (2008) - シュトゥッツァー教授
- CSI:科学捜査班 - CSI: Crime Scene Investigation シーズン9 エピソード15 Kill Me If You Can (2009) - ポール博士
- ハリーズ・ロー 裏通り法律事務所 - Harry's Law シーズン2 エピソード5 Bad to Worse (2011)
- MAJOR CRIMES 〜重大犯罪課 - Major Crimes シーズン2 エピソード17 Year-End Blowout (2013) - テッド・キング・シニア